# 漢森島
漢森島（英語：Hansen Island），是南極洲的島嶼，位於葛拉漢地的盧貝海岸，長11公里、寬6公里，在1936年由英國探險隊測量，該島嶼現時由南極條約體系管理。